# Kiều Mai Lý
Kiều Mai Lý (sinh 1949) là một nghệ sĩ cải lương, diễn viên và nghệ sĩ hài nổi tiếng người Việt Nam.

## Cuộc đời và sự nghiệp
Bà tên thật là Nguyễn Thị Lý, sinh năm 1949 tại quận Gò Vấp, tỉnh Gia Định (nay thuộc quận Bình Thạnh, Thành phố Hồ Chí Minh), trong một đình nghèo có 10 anh chị em. Lúc chưa đầy 1 tuổi, bà được cha mẹ cho làm con nuôi một cặp vợ chồng hiếm muộn gần nhà.
Gia đình cha mẹ nuôi của bà cũng nghèo nên từ nhỏ bà sớm phụ giúp cha mẹ sinh kế. Dù vậy, bà vẫn được cho cha mẹ nuôi cho ăn học. Thời gian bà học trường tiểu học nữ sinh Chi Lăng (nay là trường THCS Hà Huy Tập), khi tan học, bà hay ghé đình Cây Quéo, xem đoàn hát Thanh Hương - Hùng Minh tập hát và học lỏm. Biết con gái mê cải lương, lại có làn hơi nên cha mẹ nuôi dù nghèo cũng ráng lo cho bà đi học hát. Năm 12 tuổi, bà theo học ông thầy Năm Đồng dạy đờn ca tài tử ở xóm Lò Heo (trong khu vực chợ Bà Chiểu).
Năm 16 tuổi, bà gia nhập đoàn Hoa Xuân - Minh Bá, bắt đầu theo nghiệp diễn, với nghệ danh Kiều Mai Lý do chính thầy Năm Đồng đặt cho. Bà có tiếng là đa năng, có thể diễn được cả đào chánh, đào thương, đào lẳng, đào độc... vai trẻ lẫn vai già. Sự nghiệp thăng tiến, bà được nhiều đoàn hát săn đón, trong đó có nhiều đoàn lừng danh như Minh Cảnh, Dạ Lý Hương..., Thanh Nga, Trần Hữu Trang...
Sau năm 1975, bà về cộng tác với đoàn cải lương Thanh Nga. Tại đây, danh hài trẻ Bảo Quốc phát hiện bà có nét duyên hài nên rủ rê bà chuyển sang hát hài. Sau bà về cộng tác với Nhà hát Trần Hữu Trang, chuyển hẳn sang hát hài, trở thành nữ danh hài cho đến ngày nay. Cũng như nhiều danh hài miền Nam khác, bà là một trong những nhân tố chính cho sự thành công của chương trình "Trong nhà ngoài phố" suốt từ thập niên 1980 đến thập niên 2000.

## Đời tư
Năm 23 tuổi, bà lập gia đình với ông Nguyễn Văn Giỏi, một doanh nhân hoạt động trong ngành vận tải ở Sài Gòn, lớn hơn bà 20 tuổi. Ông Giỏi qua đời năm 2006.